# Bœuf Stroganoff

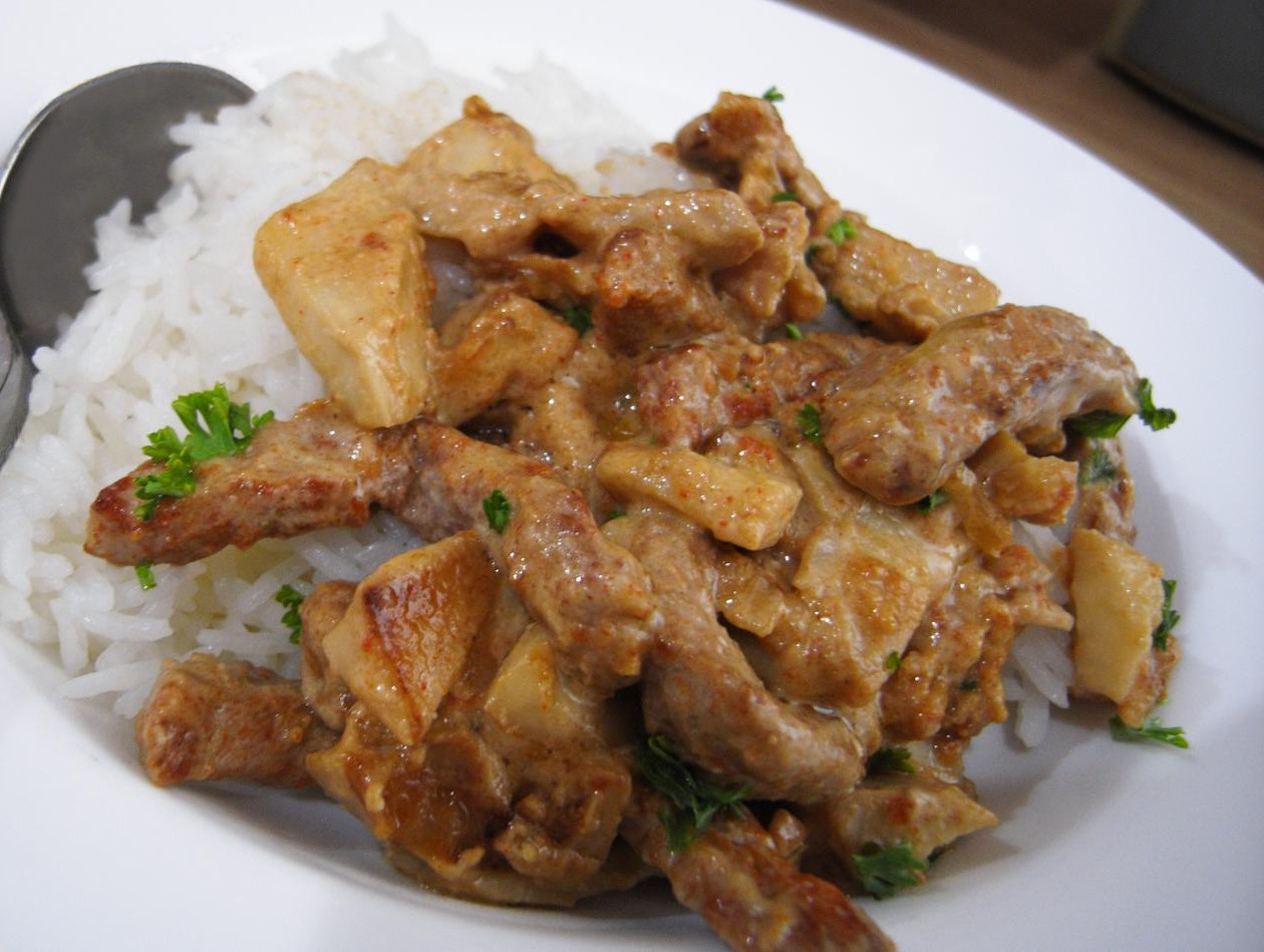
Bœuf Stroganoff

Bœuf Stroganoff (französische Schreibweise Stroganov, russisch бефстроганов) oder Gowjadina Stroganow ist ein Gericht der russischen Küche und der Haute cuisine aus sautierten Würfelchen oder Streifen der Spitze des Rinderfilets in einer säuerlich abgeschmeckten Sauce, die Zwiebel (oder Schalotte), Sauerrahm und Senf enthält.

## Herkunft

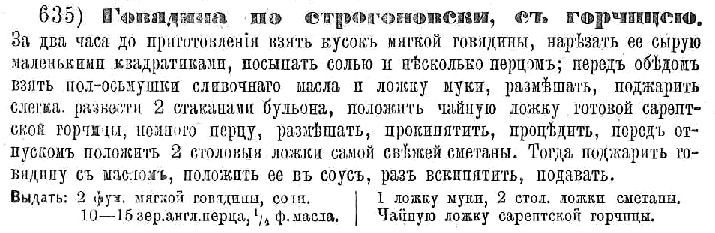
Das Rezept von Rinderfilet Stroganoff aus dem Buch von Jelena Molochowetz (Ausgabe von 1887)

Die erste bekannte schriftliche Erwähnung eines Rinderfilet Stroganoff (als Gowjadina po-stroganowski, russ. говядина по-строгановски) erfolgte durch Helene von Molochowetz in der 1871er-Ausgabe ihres russischen Kochbuchs Podarok molodym chosajkam (russ. Подарок молодым хозяйкам, „Geschenk für junge Hausfrauen“). Dort ist das Gericht als eine Art Ragout mit einer auch Schmand enthaltenden Senfsauce beschrieben.
Der in Sankt Petersburg tätige Küchenchef Charles Brière stellte das Bœuf Stroganoff 1891 bei einem Kochwettbewerb in Paris vor. In der Folge wurde es zu einem Klassiker der internationalen gehobenen Gastronomie. Zur Bekanntheit in der breiteren deutschen Öffentlichkeit trugen Clemens Wilmenrod und Johannes Mario Simmel (durch die Beschreibung im Roman Es muß nicht immer Kaviar sein) bei.
Namensgeberin ist die russische Adelsfamilie Stroganow, anekdotisch zugeschrieben wird es sowohl Graf Grigori Alexandrowitsch Stroganow als auch Graf Sergej Grigorjewitsch Stroganow, der 1923 im Pariser Exil starb. Über die anekdotische Entstehung des Filet Stroganoff hat Friedrich Hollaender ein gleichnamiges humoristisches Couplet geschrieben.

## Zubereitung

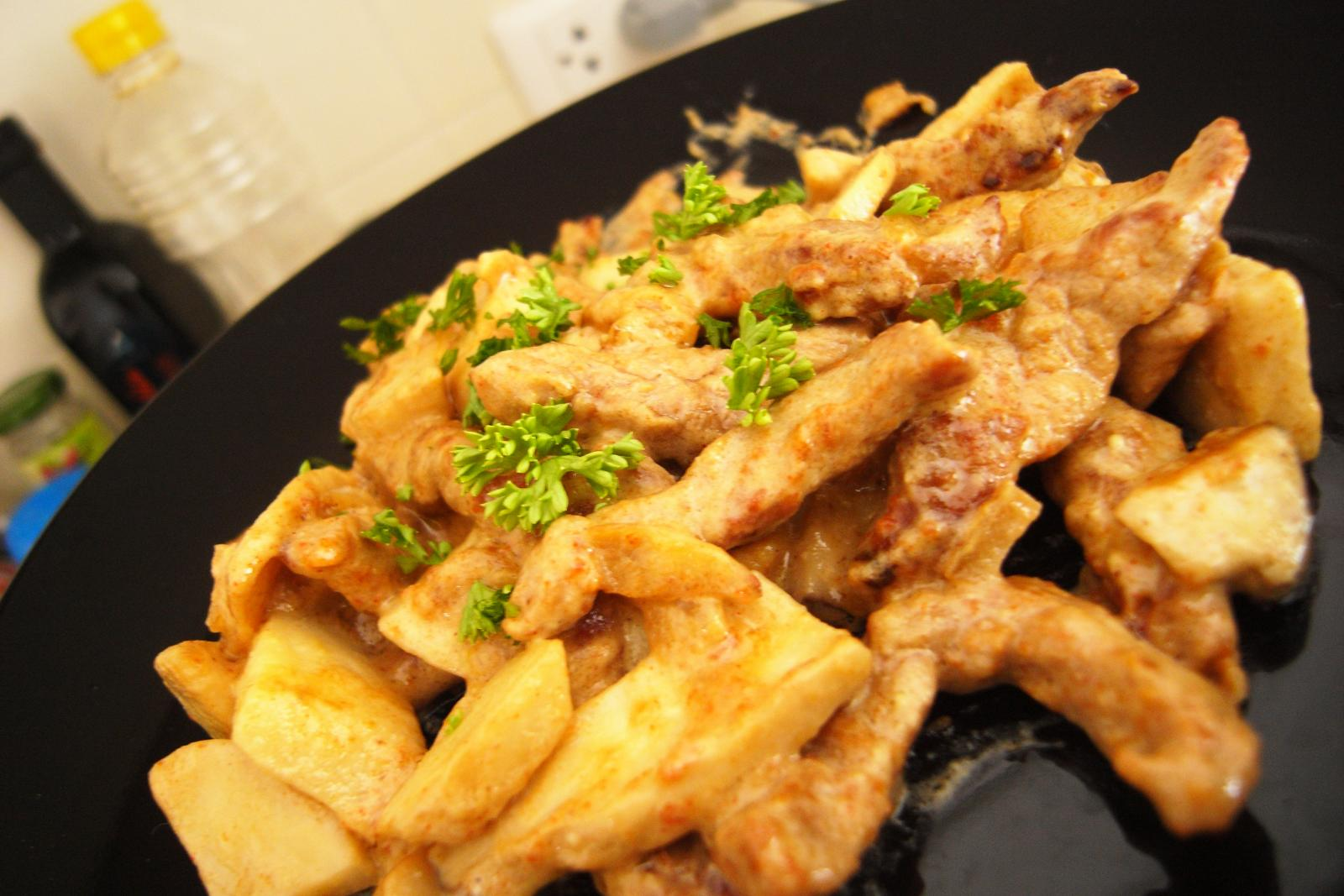
Filetspitzen in der Pfanne

Zur Zubereitung werden die Filetspitzen gewürfelt oder in feine Streifen geschnitten und kurz in geklärter Butter bei hoher Hitze sautiert – das Fleisch muss innen noch blutig sein – und nach einer Ruhezeit mit dem sich absetzenden Fleischsaft in eine separat zubereitete Sauce aus goldgelb angebratenen Zwiebeln (oder Schalotten), Sauerrahm sowie Kalbsjus oder Demiglace gegeben und kurz durchgeschwenkt. Abgeschmeckt wird mit Senf, Essig und/oder Zitronensaft. Nach Zugabe des Fleisches zur Sauce darf diese nicht mehr aufkochen, da das Fleisch zäh werden würde. Das Bœuf Stroganoff ist daher sofort zu servieren.
Es sind diverse Abwandlungen dieser Rezeptur veröffentlicht worden, in denen Gewürzgurken oder sautierte Champignons der Sauce zugesetzt werden.